# Oldenico
Oldenico là một đô thị ở tỉnh Vercelli trong vùng Piedmont thuộc Ý, có cự ly khoảng 70 km về phía đông bắc của Torino và khoảng 10 km về phía tây bắc của Vercelli. Tại thời điểm ngày 31 tháng 12 năm 2004, đô thị này có dân số 236 người và diện tích là 6,5 km².
Oldenico giáp các đô thị: Albano Vercellese, Caresanablot, Collobiano, Quinto Vercellese, San Nazzaro Sesia, và Villata.